# Этилуретан
Этилуретан (этилкарбамат) — этиловый эфир карбаминовой кислоты, иногда называемый просто уретаном.
Кристаллическое вещество, температура плавления 49 °C, температура кипения 184 °C.
При действии воды разлагается на углекислоту, аммиак и этиловый спирт. При действии аммиака или аминов даёт мочевину (соответственно, алкилпроизводные мочевины).
Впервые этилуретан был получен в 1833 году Дюма действием аммиака на хлоругольный эфир. Кроме этого, он может быть получен при действии этилового спирта на циановую кислоту.
Этилуретан способен давать продукты конденсации с альдегидами, причём кислород альдегида замещается двумя частицами (остатками) уретана, с выделением воды. Общий тип подобных продуктов уплотнения для этилуретана следующий: RCH(NHCOOC2H5)2.

Этилуретан применяется как анестетик для животных в некоторых лабораторных экспериментах.
Этилкарбамат не проявляет острой токсичности для человека и млекопитающих.
До середины 40-х годов XX в., а в Японии до 1975 года, этилкарбамат применяли в терапии онкологических заболеваний человека, однако позже было найдено, что этилуретан сам проявляет канцерогенные свойства, по крайней мере, в экспериментах на животных .
Измеримые количества этилуретана, в диапазоне от 0,015 до 12 ppm,  находят в ряде алкогольных напитков  (виски, бренди), а также в ряде блюд традиционной азиатской кухни (например, соевый соус). Не вполне ясно, оказывают ли такие количества этилуретана влияние на здоровье человека.